# 漂泊の楽人
『漂泊の楽人』（ひょうはくのがくじん）は内田康夫による長編推理小説。内田康夫執筆作としては第27作目、浅見光彦シリーズとしては第11作目。

## あらすじ
沼津市の漆原家の娘・肇子に縁談が持ち込まれる。相手は銀行支店長の令息。良い縁談と喜ぶ母だが、肇子の兄で目下失業中の宏は浮かぬ顔で思いつめ、妹に対してひとつの頼みごとをする。
「もしも俺が死んだなら、俺のワープロをある友人に渡し、それで、まず俺のフルネームを打ってもらってくれ」
一笑に付す肇子だったが、見合いの数日後に宏は駿河湾で遺体となって発見された。肇子は兄の遺言を果たすため、ワープロを貰ってほしいと名指しした宏の大学時代の同期・浅見光彦を訪ねて東京へ向かう。浅見と別れて東京を後にした肇子が自宅に戻ってみると、今後は母・睦子が自宅で何者かに襲われ、「シシ…ハマダ…コガ…」という言葉を残して息絶える。
浅見は兄と母を立て続けに喪った肇子とともに、奇妙なダイイングメッセージの謎を求めて、一連の事件へと立ち向かっていく。

## 登場人物
浅見光彦（あさみ みつひこ）
本作の主人公。本業はルポライターだが名探偵としての才覚を持っている。大学時代の同期である漆原宏から、彼の妹である肇子を通じ、形見分けとして遺品のワープロを託されて事件に巻き込まれていく。
漆原肇子（うるしばら はつこ）
宏の妹で本作のヒロイン。就職はせず家事手伝いの身分だが、突然の縁談に戸惑う。兄の仕事に関しては何も知らないまま、大きな陰謀に知らず知らずのうちに巻き込まれる。
漆原宏（うるしばら ひろし）
浅見の大学時代の同期生。大学時代は応援団に所属していたが、学内で起きた窃盗事件の容疑が掛かり、あわや冤罪に陥りそうになっていた所を浅見に助けられた過去を持つ。半年前に勤めていた会社が倒産して現在は無職。死後、自身のワープロと共に妹の今後を浅見に託す。
漆原睦子（うるしばら むつこ）
漆原兄妹の母。肇子の縁談に喜ぶも、直後に発生した息子の死に悲しみ、肇子が浅見家を訪れている間に殺されてしまう。死の間際、肇子に「シシ…ハマダ…コガ…」という言葉を言い残して息絶える。死後の遺品整理により新潟県西蒲原郡月潟村（現・新潟市）出身であることが明らかになる。旧姓は曾根。
矢野貴志（やの たかし）
肇子の見合い相手で、中部銀行沼津支店長の息子。東大卒を鼻にかけたマザコンのエリートだが、肇子を心配して顔を出し様々な相談に乗ろうとする。
矢野隆一郎（やの りゅういちろう）
貴志の父。中部銀行沼津支店長。保全投資協会に対して莫大な融資を行っていた。
内海英光（うつみ ひでみつ）
保全投資協会の会長。融資を利用した巨額詐欺で全国指名手配されていたが、事後を自身の「5人の腹心」に託し、自身は自らの命を狙う者からその身を守るために自首する。
浜田徳光（はまだ とくみつ）
昭和21年、新潟県中魚沼郡津南町外丸村にて亜炭炭坑の乗っ取りを企てた男。現地の採掘会社「外丸炭坑」にて採掘指揮監督者として勤務していたが、新規採掘された炭鉱区を会社から自身の名義に無断に書き換えて後に「浜田炭坑事件」と呼ばれる事件を引き起こした。前職は角兵衛獅子の舞手であり、その跡継ぎとなる少年を育てていたとも言われている。
豊野きせ子（とよの きせこ）
月潟村に現在も在住している睦子の小学校時代の同級生。肇子に睦子の月潟時代を教える。
曾根袈裟男（そね けさお）
故人。睦子の父（漆原兄妹の祖父）で警察官だった人物。階級は巡査。月潟村および津南町の駐在所に勤務していた。人徳ある警官とも言われているが、戦中戦後の混乱の中では様々な良くない噂も流れていた。
谷山元治（たにやま もとはる）
月潟村にやってきた肇子をつけ回す初老の男。月潟村出身。保全投資協会の幹部で内海秀光の「5人の腹心」の一人。
木村達男（きむら たつお）
時計店の主人。宏が「事故死」した際に無断でボートを使用される。
畑山警部（はたけやま - ）
この事件を担当する捜査主任。静岡県警の警部。
浅見陽一郎（あさみ よういちろう）
光彦の兄で警察庁刑事局長。保全投資協会事件の残党と巨額の資金の行方を追って、光彦に手を貸す。

## 関連作品
- 城崎殺人事件

本作の後日談とも言える作品。浅見光彦が「保全投資協会の隠し財産」を巡る新たな謎を追うストーリー。

## テレビドラマ
これまでドラマ化された4作品ともに共通する原作からの変更点として、宏が生前に光彦と再会している点がある。

### 1989年版
『浅見光彦ミステリー5・越後路殺人事件』は、日本テレビ系の2時間ドラマ「火曜サスペンス劇場」（毎週火曜日21:03 - 22:52）で1989年1月10日に放送された。
キャスト
- 浅見光彦 - 水谷豊
- 漆原肇子 - 黒木瞳

- 宏と光彦の関係が大学の同期から宏が先輩、光彦が後輩に変更されている。

### 1998年版
『浅見光彦シリーズ6・漂泊の楽人-越後・沼津殺人事件-』は、フジテレビ系の2時間ドラマ「金曜エンタテイメント」（毎週金曜日21:00 - 22:52）で1998年7月17日に放送された。
キャスト
- 浅見光彦 - 榎木孝明
- 漆原肇子 - 藤谷美紀
- 「保全投資協会」は「総合経済研究所」という名前に変更されている。
- 肇子の兄・宏が殺害される前、居酒屋で光彦と再会している。さらにそこで矢野貴志と偶然出会う。

### 2007年版
『浅見光彦シリーズ24・漂泊の楽人』は、TBS系の2時間ドラマ「月曜ゴールデン」（毎週月曜日21:00 - 22:54）で2007年10月15日に放送された。
キャスト
- 浅見光彦 - 沢村一樹
- 漆原肇子 - 星野真里
- 「保全投資協会」は「東和ファンド」という名前に変更されている。
- 刑事役で浅見光彦初の映像作品である『後鳥羽伝説殺人事件』の光彦役だった国広富之が出演。
- 原作からの変更点として、ワープロが時代に合わせてデスクトップパソコンに変更されている。
- 作中に登場する新潟県内の舞台のほぼ全てを架空の「月潟村（実在の月潟村は2005年に新潟市へ編入されている）」に集約しており、平野部に位置する実際の月潟とは異なり棚田のある山間地の設定となっている。
- 原作や過去2作のドラマに登場する新潟交通電車線が1999年に廃止されているため、月潟駅や電車が関わるシーンは光彦と肇子が月潟駅跡に立ち寄るシーンに変更されている。

### 2017年版
『内田康夫サスペンス 新・浅見光彦シリーズ 漂泊の楽人 越後〜沼津・哀しき殺人者』は、TBS系の2時間ドラマ「月曜名作劇場」（毎週月曜日20:00 - 22:00）で2017年10月30日に放送された。
キャスト
- 浅見光彦 - 平岡祐太
- 漆原肇子 - 相楽樹

- 原作からの変更点として、前回のドラマでデスクトップパソコンに変更されたワープロの部分はさらにノートパソコンに変更されている。
- 矢野隆一郎役には、沢村版「漂泊の楽人」での浅見陽一郎役だった村井國夫が起用されている。
- 肇子の職業は中部日本銀行沼津支店の行員で、矢野にとっては部下にあたる。また、矢野の息子・貴志は同支店の融資課長である。
- 光彦は、新潟市の一部となった旧月潟村の月潟駅跡で生前の宏と偶然再会する。宏から「もし、俺に何かあったらお袋と妹を頼めないか」と告げられている。
- 畑山警部役はダチョウ倶楽部の上島竜兵が担当。沢村版と違って光彦には同行せず、二宮刑事がその役目を担っている。二宮役は岡田浩暉[注 2]。

## 出版履歴
- 1986年12月 講談社より単行本発刊。
- 1989年7月 講談社ノベルスレーベルによる新書版が発刊。
- 1991年7月 講談社文庫レーベルによる文庫版が発刊。
- 1996年6月 徳間書店から徳間文庫レーベルによる文庫版が発刊。
- 2005年8月 中央公論新社から中公文庫レーベルによる文庫版が発刊。
- 2016年11月 再び講談社文庫レーベルによる文庫版が発刊。